# 절대 논리식
모형 이론에서 절대 논리식(絶對論理式, 영어: absolute formula)은 모든 모형에서 참인 논리식이다.

## 정의

### 절대 문장
1차 논리 언어 {\displaystyle {\mathcal {L}}}의 구조들의 모임 {\displaystyle {\mathcal {M}}}이 주어졌다고 하자. (예를 들어, {\displaystyle {\mathcal {M}}}은 어떤 {\displaystyle {\mathcal {L}}}의 문장들의 집합 {\displaystyle {\mathcal {T}}\subseteq \operatorname {Sent} ({\mathcal {L}})}이 성립하는 {\displaystyle {\mathcal {L}}}-구조들의 모임일 수 있다.)
1차 논리 언어 {\displaystyle {\mathcal {L}}}의 문장 {\displaystyle \phi \in \operatorname {Sent} ({\mathcal {L}})}이 다음 조건을 만족시킨다면, {\displaystyle {\mathcal {M}}} 속에서 절대 문장(영어: absolute sentence)이라고 한다.
- 임의의 두 {\displaystyle {\mathcal {L}}}-구조 {\displaystyle M,M'\in {\mathcal {M}}}에 대하여, {\displaystyle M\models \phi \iff M'\models \phi }이다. 즉, {\displaystyle {\mathcal {M}}}에 속하는 모든 구조에서 동시에 참이거나 동시에 거짓이다.

### 상향·하향 절대 논리식
1차 논리 언어 {\displaystyle {\mathcal {L}}}의 구조 {\displaystyle M}이 주어졌다고 하자.
{\displaystyle {\mathcal {L}}}-논리식 {\displaystyle \phi (x_{1},\dots ,x_{n})\in \operatorname {wff} ({\mathcal {L}})}가 {\displaystyle n}개의 자유 변수 {\displaystyle x_{1},\dots ,x_{n}}를 갖는다고 하자. 만약 다음 조건이 성립한다면, {\displaystyle \phi }가 {\displaystyle M}-하향 절대 논리식(영어: downward-absolute formula)이라고 한다.
{\displaystyle M}의 임의의 {\displaystyle {\mathcal {L}}}-부분 구조 {\displaystyle M'\subseteq M} 및 임의의 {\displaystyle m_{1},m_{2},\dots ,m_{n}\in M'}에 대하여, {\displaystyle M\models \phi [m_{1},\dots ,m_{n}]\implies M'\models \phi [m_{1},\dots ,m_{n}]}이다.
마찬가지로, 만약 다음 조건이 성립한다면, {\displaystyle \phi }가 {\displaystyle M}-상향 절대 논리식(영어: upward-absolute formula)이라고 한다.
{\displaystyle M}을 부분 구조로 포함하는 임의의 {\displaystyle {\mathcal {L}}}-구조 {\displaystyle (M',\in )} 및 임의의 {\displaystyle m_{1},m_{2},\dots ,m_{n}\in M}에 대하여, {\displaystyle M\models \phi [m_{1},\dots ,m_{n}]\Longleftarrow M'\models \phi [m_{1},\dots ,m_{n}]}이다.

### 추이적 절대 논리식
집합론의 명제의 경우, 폰 노이만 전체 {\displaystyle V}는 집합론의 언어 {\displaystyle {\mathcal {L}}_{\in }}의 고유 모임 구조이다. 이 경우, {\displaystyle {\mathcal {L}}_{\in }}-논리식 {\displaystyle \phi (x_{1},\dots ,x_{n})\in \operatorname {wff} ({\mathcal {L}}_{\in })}이 다음 조건을 만족시킨다면, {\displaystyle \phi }가 추이적 절대 논리식이라고 한다.:117, Definition IV.3.1(2)
{\displaystyle {\mathsf {ZFC}}}의 표준 추이적 모형 {\displaystyle M\in {\mathcal {M}}} 및 집합 {\displaystyle m_{1},\dots ,m_{k}\in M}에 대하여, {\displaystyle (M\models \phi [m_{1},\dots ,m_{k}])\iff \phi [m_{1},\dots ,m_{k}]}

## 예
다음과 같은 논리식들은 추이적 절대 논리식이다.
- {\displaystyle x=\varnothing }
- {\displaystyle x}는 (폰 노이만 정의) 순서수이다.
- {\displaystyle x}는 유한 순서수이다.
- {\displaystyle x=\omega }
- {\displaystyle x}는 함수의 그래프이다.

다음과 같은 논리식들은 추이적 절대 논리식이 아니다.
- {\displaystyle x}는 가산 집합이다.

### 숀필드 절대성 정리
체르멜로-프렝켈 집합론({\displaystyle {\mathsf {ZF}}})의 모형 {\displaystyle M}이 주어졌을 때, 그 속의 자연수 집합 {\displaystyle \mathbb {N} ^{M}}은 페아노 공리계의 모형을 이룬다. 체르멜로-프렝켈 집합론({\displaystyle {\mathsf {ZF}}})의 표준 추이적 모형 {\displaystyle M}과, 그 속의 구성 가능 전체 {\displaystyle L^{M}\subseteq M}를 생각하자. 그렇다면, {\displaystyle L^{M}}을 포함하는, {\displaystyle M}의 부분 구조 가운데 {\displaystyle {\mathsf {ZF}}}의 모형인 것들의 집합
{\displaystyle \{M'\subseteq M\colon L^{M}\subseteq M',\;M'\models {\mathsf {ZF}}\}}
을 생각하자. 그렇다면 이 모형들의 자연수 집합들
{\displaystyle {\mathcal {N}}=\{\mathbb {N} ^{M'}\subseteq M\colon L^{M}\subseteq M',\;M'\models {\mathsf {ZF}}\}}
을 생각할 수 있다.
숀필드 절대성 정리(영어: Shoenfield absoluteness theorem)에 따르면, 페아노 공리계의 언어의 {\displaystyle \Pi _{2}^{1}} 문장과 {\displaystyle \Sigma _{2}^{1}} 문장들은 {\displaystyle {\mathcal {N}}}에 대하여 절대 문장이다.

## 같이 보기
- 보존적 확장

## 참고 문헌
1. ↑  Kunen, Kenneth (1980). 《Set theory: an introduction to independence proofs》. Studies in Logic and the Foundations of Mathematics (영어) 102. North-Holland. ISBN 978-0-444-86839-8. MR 597342. Zbl 0534.03026. 2016년 9월 11일에 원본 문서에서 보존된 문서. 2016년 8월 8일에 확인함.